# امپراتوری: جنگ تمام‌عیار
امپراتوری: جنگ کامل (تمام‌عیار) یا امپایر: توتال وار (به انگلیسی: Empire: Total War) یک بازی رایانه‌ای در سبک استراتژیک می‌باشد، این بازی در سال ۲۰۰۹ توسط کمپانی سگا در تمام دنیا پخش شد، بازی یادشده ساخت شرکت creative assembly است، زبان اصلی اجرایی این بازی انگلیسی است. حجم بازی تقریبا 15گیگابایت است

## مراحل بازی

### مرحله اوّل
در این مرحله شما با سفرهای دریایی به قارهٔ جدیدی می‌رسید که آن آمریکاست شما باید ابتدا با سرخ‌پوست‌های آنجا مبارزه کنید که جمعیتشان نسبت به ارتش و قوای شما بیشتر است، پس از اینکه موفق به شکست آن‌ها شدید می‌توانید قلمروهای جدیدی در آمریکا داشته باشید همچنین به جهت اینکه کسانی که این قاره را کشف کردند انگلیسی تبارند با بریتانیا متحد هستید.

### مرحله دوم
در این مرحله فرانسه به رهبری لوئی چهاردهم (لوئی بزرگ) با مشاهده کسب کردن مستعمره توسط بریتانیا در آمریکا و اتحاد شما با بریتانیا درصدد کسب مستعمره در آمریکا و کمک به سرخ‌پوست‌ها می‌آید که بدون شک قوی‌ترین دشمن شماست، همچنین باید مراقب کشتی‌های نظامی و تجاری در مرزهای آبیتان باشید.

### مرحله سوم
در این مرحله شما به استعمار بریتانیا در می‌آیید پس از گذشت سال‌ها به رهبری جورج واشینگتن می‌خواهید به استقلال برسید و نبردهایی دشوار با دشمنی بی‌همتا همچون پادشاهی بریتانیا در پیش دارید که در آخر اگر موفق شوید به مرحله چهارم بازی که استقلال ایالات متحده آمریکا است می‌رسید.

### مرحله چهارم
مرحله پایانی و هیجان انگیز بازی است که شما به استقلال رسیده‌اید و باید راه سربلندی ایالات متحده را در پیش گیرید، می‌توانید مرزهایتان را گسترش دهید و روابط تجاری با کشورهای دیگر برقرار کنید و …

## گونه بازی
این بازی به گونه استراتژیک مدتی است یعنی یک زمانی به شما تعلق می‌گیرد تا کارهای موردنظر را جهت ادارهٔ کشور انجام دهید و سپس نوبت به کشورهای دیگر می‌رسد تا امورشان را انجام دهند.

## فضای بازی
این بازی فضای بسیار جالبی دارد و بر روی نقشه‌اش اروپا و آمریکا و خاور میانه و همچنین هند را دارد شما با انتخاب یکی از کشورها می‌توانید کشتی بسازید و به هند یا آمریکا لشکرکشی کنید و مستعمره‌های جدیدی کسب کنید یا اینکه روابط تجاری با سایر کشورها برقرار کنید و در کل آزادی نسبتاً زیادی در بازی وجود دارد.در بعضی از مناطق با نارضایتی مردم ممکن است حکومت های جدیدی به وجود اید مثل شاهنشاهی مجارستان و نروژ و عراق و مصر

## حکومت‌ها
حکومت‌ها و کشورهایی که آنان را می‌توان انتخاب کرد.
- بریتانیا کبیر
- فرانسه (در زمان لوئی چهاردهم)
- اسپانیا
- امپراتوری اتریش
- امپراتوری عثمانی
- روسیه تزاری
- پادشاهی لهستان لیتوانی
- پادشاهی پروس
- جمهوری هلند
- سوئد
- پادشاهی ماراتا (هند)
- کشورهای مستقل(غیر قابل انتخاب)
- پارس(صفویه در زمان سلطان حسین)
- مراکش
- امپراطوری گورکانی
- پرتغال
- دانمارک
- ایالت داغستان
- گرجستان
- ساکسونی
- پادشاهی میسور
- و...

## پیوست‌ها
- کمپانی سگا
- بازی‌های استراتژیک
- ناپلئون توتال وار